# Malpighia cubensis
Malpighia cubensis är en tvåhjärtbladig växtart som beskrevs av Carl Sigismund Kunth. Malpighia cubensis ingår i släktet Malpighia och familjen Malpighiaceae. Inga underarter finns listade i Catalogue of Life.